# Johannes van Goes
Johannes van Goes (né le 10 février 1612 à Bruxelles, dans les Pays-Bas autrichiens, et mort le 19 octobre 1696 à Rome) est un cardinal belge-autrichien du XVIIe siècle.

## Biographie
Johannes van Goes entre la cour de l'empereur Léopold Ier du Saint-Empire et est chargé de plusieurs mission importantes et délicates. Il décide d'entrer la vie ecclésiastique après la bataille de Saint-Gothard en 1664, où les armées autrichiennes abattent les Turcs. Il est nommé évêque de Gurk en Autriche par l'empereur en 1675. Van Goes est plénipotentiaire de l'empereur pour les négociations du traité de Nimègue.
Le pape Innocent XI le crée cardinal le 2 septembre 1686. Il est ambassadeur de l'Autriche auprès du Saint-Siège. Le cardinal van Goes ne participe pas au conclave de 1689, lors duquel Alexandre VIII est élu pape. Il participe à celui de 1691 (élection d'Innocent XII).
Le cardinal van Goes meurt à Rome le 7 janvier 1693, à l'âge de 84 ans.

### Sources
- Fiche du cardinal sur le site fiu.edu